# Horst Szychowiak
Horst Szychowiak (* 12. Oktober 1949 in Bremerhaven) ist ein ehemaliger deutscher Politiker (CDU). Von 1986 bis 1987 gehörte er der Hamburgischen Bürgerschaft an.

## Leben und Wirken
Nachdem Horst Szychowiak in seiner Geburtsstadt Bremerhaven 1968 das Abitur erlangt hatte, studierte er an der Universität Hamburg und schloss 1973 als Diplom-Volkswirt ab. Anschließend leistete er seinen Wehrdienst bei der Bundeswehr und verblieb danach als Leutnant der Reserve. Als solcher gehört er seit 1975 dem Reservistenverband an. Ab 1975 war Szychowiak als Mitarbeiter beim Landesverband der CDU Hamburg tätig. Von 1976 bis 1981 arbeitete er für die CDU-Bürgerschaftsfraktion. 1981 wurde er Referent beim Norddeutschen Rundfunk.
Szychowiak, der 1975 der CDU beigetreten war, übernahm 1981 den Vorsitz des CDU-Ortsverbandes Fuhlsbüttel. Er behielt dieses Amt bis 1994. Von 1978 bis 1986 engagierte er sich als Deputierter der Schulbehörde. Bei den Wahlen im Juni und im Dezember 1982 wurde er zum Abgeordneten der Bezirksversammlung Hamburg-Nord gewählt, was er bis 1986 blieb. Im November 1986 zog er in die 12. Hamburgische Bürgerschaft ein. Am selben Tag war er auch erneut in die Bezirksversammlung gewählt worden. Er verzichtete jedoch auf das dortige Mandat zugunsten der Bürgerschaftstätigkeit. Nach gescheiterten Koalitionsverhandlungen kam es jedoch bereits im Mai 1987 zu Neuwahlen, so dass Szychowiak sein Mandat wieder verlor. 2010 gehörte er zu den Mitgründern der innerparteilichen Gruppierung „Alsterkreis – Für einen konservativen Aufbruch in der Christlich Demokratischen Union“, die sich gegen die Primarschulpläne des schwarz-grünen Senats positionierte und den Landesvorstand mit den Worten „Führende Unionspolitiker haben sich linksideologische Positionen zu eigen gemacht, anstatt christdemokratische Grundsätze in der Schulpolitik wirksam werden zu lassen“ kritisierte.
Später übernahm Szychowiak die Leitung der Revision beim NDR. Aus Anlass der „Drehbuch-Affäre“ um die ehemalige Fernsehspielchefin Doris Heinze wurde er 2009 außerdem zum internen Anti-Korruptionsbeauftragten des NDR ernannt. Diese Positionen hatte er bis einschließlich Geschäftsjahr 2011 inne. Während seiner Studienzeit war er in der Landsmannschaft Mecklenburgia-Rostock, einer schlagenden Studentenverbindung. Diese wurde 1993, als Szychowiak Vorsitzender der Altherrenschaft war, vom Hamburger Verfassungsschutz als „rechtsextremistisch beeinflusst“ eingestuft, aber im Verfassungsschutzbericht nicht erwähnt. Szychowiak selbst wurde 2011 vorgeworfen, sich für die als NPD-nah geltende Hamburger Burschenschaft Germania einzusetzen.

## Veröffentlichungen
- Uns’ plattdütsche Sprak. Auf den Spuren des niederdeutschen Dichters Felix Stillfried. In: Studenten-Kurier der Gemeinschaft für deutsche Studentengeschichte Heft 3/4-2007, S. 26–28.
- Ostseedichter mit Profil. Vor 150 Jahren wurde der Schriftsteller Max Dreyer geboren. In: Studenten-Kurier der Gemeinschaft für deutsche Studentengeschichte Heft 4-2012, S. 16–19.